# Svanshals kyrka
Svanshals kyrka är en kyrkobyggnad i Svanshals socken, Ödeshögs församling i Östergötland. Den ligger söder om Tåkern en knapp mil nordväst om Väderstad och tillhör Linköpings stift.

## Kyrkobyggnaden
Svanshals kyrka fick sin nuvarande nyklassicistiska exteriör vid en ombyggnad 1843-1845. Den är en vit salskyrka med ett bastant torn i väster och en lägre sakristia i öster. Kyrktornet kröns av ett kors och däröver en förgylld svan. Kalkstensgrunden liksom delar av tornet härstammar från 1100-talet.

## Historik
Socknen har fått sitt namn efter knölsvanen, Tåkerns karaktärsfågel. Här fanns tidigt en träkyrka. Under 1100-talet ersattes denna av en kyrkobyggnad i kalksten, bestående av långhus, smalare kor och en halvcirkelformad absid. Omkring år 1200 försågs den med ett kraftigt torn. Senare under 1200-talet förlängdes kyrkan åt öster. Enligt en teckning från 1670 av fornforskaren Elias Brenner var tornet ganska lågt och försett med en triangulär spira.
På initiativ av hovintendent Zakarias Rehnberg, ägare till Renstad, gjordes en renovering 1675-1689. För att hålla uppe valvet, så att det inte skulle rasa, anbragtes fem stycken bjälkar med tio järnband tvärs över kyrkan. Under putsen kan man ännu se ankarfästena. I avsikt att få in mera ljus höggs fyra större fönster upp i långhuset och koret. Troligen genombröts även den gamla triumfbågen mellan långhuset och koret. Många värdefulla inventarier tillkom: predikstol, altartavla och dopfunt. Altartavlan hade tidigare utgjort underdelen av ett större verk i Stockholms slottskyrka. När Slottet Tre kronor brann 1697 räddades konstverket och fördes som gåva av drottning Ulrika Eleonora till Svanshals kyrka. Hon skänkte även nattvardskärl.
Carl Fredric Broocman berättar att Svanshals kyrka i mitten av 1700-talet "står på Krono grund, en och 3 fjerdedels mil ifrån Skeninge wid Sjön Tåkern, hållandes i längden med Choret till yttre Torn-muren 48 Alnar, och i bredden 12 och en half aln. Altartaflan berättas wara räddad och tagen utur SlottsKyrkon, tå Stockholms Slott afbrann år 1697 then 7 Maji, och hit förärad af högstsalig i åminnelse Drottning ULRICA ELEONORA, genom Baronessans, Fröken Hedvig Margaretha von der Pahlens underdåniga förbön: [...] Thenna Altartafla är ett Mästerstycke af Bildthuggeri; och föreställer hon uti wäl förgyldta bilder Christum, sittjandes til bords med sine Apostlar at äta Påskalambet, tå the med förundran se på hwarandra, och äro bestörte öfwer orden, som Christus sade: Then som doppar i fatet med mig skal förråda mig. Höger om Altartaflan afbildas Tron, och till wänster Hoppet, uti hwitt anstrukna bilder. Predikstolen är ock af Bildthuggare-Arbete, med Frälsarens och de 4 Evangelisters bilder, hwit anstruken och förgyld: och är han till Kyrkon förärad af Hoff-Intendenten Zacharias Reenberg wid paß år 1680. Han har ock med egen bekostnad låtit gjöra fenstren större och nya bänkar till Kyrkon. Orgelwerket, som består af 8 stämmor, är påkostadt af Kyrkon och Församlingen år 1741, tå thet blifwit upsatt och utziradt med blått och förgyldt Löfwerk, samt Läcktaren beprydd och målad med the 12 Apostlars bilder, och Reenbergska, Baronessan von der Pahlens, och Faltzburgs Wapnen. [...]
 Klockorna hänga uti Tornet, som uti urminnes tid genom ljungeld lärer warit afbrändt, emedan brände bjelkar therom bära wittne; och thertil med är nu ingen Spets på Torn-muren, utan thensamme öfwertäckt med ett spånadt tak. På then större Klockon står anteknadt: Anno Christi MDCXXXXIV Magnus Petri, Past. Loci, och på then mindre läses följande rim:
|  |                                          |
|  | Mitt ljud bedagar menniskiom wäl,        |
|  | Men Guds ord fägnar theras själ,         |
|  | När bön och sång blir hörd hos Gud,      |
|  | Då är thet bättre än mitt ljud.          |
|  | Anno 1744 d. 21 Aug, guten i Norrköping. |
År 1567 har ock thenna Kyrkan måst undergå the Danskas wåldsamhet, tå the huggit ut Låsen på Kyrkdörren, hwarom hon ännu bär wedermäle, huggit sönder Orgelwerket och plundrat Kyrkon."
Så långt Carl Fredric Broocman. År 1774 byggdes tornet om av byggmästare Magnus Olof Beurling (1747-1796) och försågs med en spånklädd huv i rokokostil. Förmodligen var det nu en svan placerades överst på tornspiran. År 1828 godkändes ett förslag till ytterligare förändringar av tornet och andra delar av kyrkan. Detta kom dock aldrig till utförande.
Det bristfälliga tornet gjorde emellertid att byggmästarfamiljen Abraham Nyström i Hållingstorp tillkallades 1842. De dokumenterade den gamla helgedomen och utarbetade ett förslag till ombyggnad och modernisering. August Nyström låter långhusets fasad omsluta tornet så att detta liksom växer upp ur taket – resligare än förut. Klockvåningen erhåller rundbågiga ljudöppningar och på ömse sidor om dessa lägre rektangulära. Däröver en lanternin med glasade öppningar och allra överst ett klot och en svan. August ansluter också en låg sakristia i öster med rak avslutning. Vid Öfverintendetsämbetet låter man arkitekten Johan Eberhard Carlberg (1683-1773) granska ritningarna. Han ändrar ljudöppningarna i tornet till tre jämnstora, rundbågiga öppningar och ersätter lanterninens glas med ett lågt räcke. I båda förslagen sparas de medeltida valven i långhuset.
Renoveringen pågick under åren 1843-1845. Nyströmarna pryder interiören med en av sina specialiteter, ornament i terrakotta. Då kyrkan 1845 stod klar, hade de fyra vackra kryssvalven och resterna av triumfbågen brutits ned och ersatts av tunnvalv. Fyra nya stora fönster hade tagits upp, den gamla sakristian rivits och en ny uppförts vid östra korgaveln. Stenen till tornet togs från den gamla ringmuren runt kyrkogården. Kostnaderna översteg väsentligt de beräknade och församlingen beviljades en rikskollekt av Kungl. Maj:t.
Ny kamin insattes 1928, elektrisk uppvärmning installerades 1946. Under 1953-1954 borttogs det tegeltak som, efter ett ganska hastigt stämmobeslut, lades i början av 1900-talet och det underliggande spåntaket återställdes.
År 1956 utfördes en inre restaurering under ledning av stadsarkitekten Kurt von Schmalensee, Norrköping, med avsikt att återge templet något av dess 1600-talskaraktär. Förutom ommålningar och dylikt har kyrkbänkarna justerats (för att göra dessa bekvämare) och gamla 1600-talsinventarier tagits ned från tornkammaren. Dessutom har konservator Bertil Bengtsson vid länsmuseet restaurerat äldre inventarier: predikstol, altarpredellan, krucifixet, vapnen m.fl.

## Inventarier
- Altartavla från 1600-talet av bildhuggaren Burchardt Precht som i relief framställer nattvardens instiftande. Han återger det ögonblick då Jesus säger: ”En av er skall förråda mig”. Tavlan har tidigare utgjort undre delen av en större komposition i slottskapellet i Slottet Tre kronor. Aktuell del räddades vid den stora slottsbranden 1697 och skänktes, tack vare friherrinnan Hedvig Margareta von der Pahlens enträgna böner, av drottning Ulrika Eleonora till Svanshals kyrka.
- Predikstol skänkt 1688 av Zakarias Rehnberg och hans hustru  Margareta von Beijer, ägare till Renstad. (Deras vapen finns ovanpå predikstolstaket.)
- Dopfunt från 1600-talet härstammar från sten- och bildhuggaren Michael Hackes verkstad i Skänninge.
- Kyrkkista med beslag härstammande från 1400-talet eller tidigare. Har tidigare använts till förvaring av nattvardskärlen. Står numera under läktaren.
- Krucifix i nischen ovanför altaret, från 1600-talet eller senare.
- Epitafium av vit och svart marmor över familjen Rehnberg. (Under korgolvet finns ett gravvalv med 10 Rehnbergska kistor, varav en söndrig.)
- Tavlor under läktaren visande ”Jesus och apostlarna”, målade på 1600-talet av Sven Gustafsson Stoltz, Vadstena. De har fram till 1842 suttit på läktarbarriären. På ett par av dem finns vapen från adelssläkterna Rehnberg, Zeidlitz, von der Pahlen och Faltzburg, som tillsammans troligen bekostat tavlorna.
- Storklockan från 1646.
- Lillklockan gjuten av Magnus Hultman, Norrköping, 1744, omgjuten 1927.
- Nattvardskärl - vinkanna, kalk, oblatask & patén – med drottning Ulrika Eleonoras krönta namnchiffer. De förärades av drottningen 1728 och är in- och utvändigt förgyllda.
- Oblatask, oförgylld, skänkt 1659 av Hans Slichting.
- Tennstakar från 1600-talet.
- Tvenne kalkkläden från 1600-talet med välbehållna färger.
- Mässhake i gult siden.
- Kyrkstöt, tidigare använd av kyrkvaktmästaren för att väcka kyrkobesökare som råkat slumra till.

## Orgel

### Kronologi
- 1567 Orgelverket höggs sönder under danskarnas härjningar. (Carl Fredric Broocman)
- 1687 satte organisten Torsten Helgesson i Stora Åby församling och organisten Håkan Nilsson i Svanshals upp de gamla orgelverket på den nya orgelläktaren. 1715 lagades orgelverket och tillökades av en okänd person.[1]
- Före år 1740 fanns i kyrkan ett positiv av okänt ursprung. Det såldes 1749.
- 1740-1741 byggde Jonas Wistenius, Linköping, ett åttastämmigt positiv med ett manualomfång om fyra och en halv oktav och bihangspedal med nära två oktaver.[2] 1789 reparerades orgeln av organisten Magnus Ramqvist, Väversunda.[3]

| Manual        |
| Principal 4'  |
| Gemshorn 4'   |
| Kvinta 3'     |
| Oktava 2'     |
| Gedackt 2'    |
| Flöjt 2'      |
| Spetsflöjt 2' |
| Mixtur III    |

- 1772 genomfördes förbättringar utförda av organisten och orgelbyggaren Lars Strömblad, Ödeshög.
- 1865 utannonserades positivet i Östgöta Correspondenten och såldes 1866. Delar av den orgeln ingår numera i Källstads kyrkas gamla orgel.
- 1865-1866 byggde Johan Nikolaus och Carl Fredrik Söderling en tvåmanualig orgel med sexton stämmor. Öververket skänktes av A. Dickson, Kyleberg.
- 1911 utfördes en renovering av firma Setterquist & Son Orgelbyggeri AB. I öververket insattes Flöjt 2’, som numera tagits bort, och troligen också Voix céleste 8’. Öververket byggdes in i crescendoskåp.

### Nuvarande disposition
| Manual I C-f³                  | Öververk II C-f³         | Pedal C-h°     | Koppel          |
| Principal 16', D               | Gedakt 8'                | Subbas 16'     | Öververk/manual |
| Bordun 16’                     | Fugara 8'                | Violoncelle 8' | 4’ manual/maual |
| Principal 8’                   | Fleut 4'                 | Octaca 4’      | Manual/pedal    |
| Rörfleut 8'                    | Voix céleste 8' (1911)   | Basun 16’      |                 |
| Gamba 8’                       |                          |                |                 |
| Qvinta 6' (eg. 5 1/3’)         | Crescendosvällare (1911) |                |                 |
| Octava 4'                      |                          |                |                 |
| Cornet II chor. 8' + 3 1/5', D |                          |                |                 |
| Trumpet 8'                     |                          |                |                 |

## Sockenmagasinet
Byggt 1811-1812 nordväst om kyrkan på samma plats som ett tidigare stenhus från 1773. År 1956 omgjort till kyrksal och bisättningskällare. Innehåller ett gammalt vackert bjälktak.

## Galleri

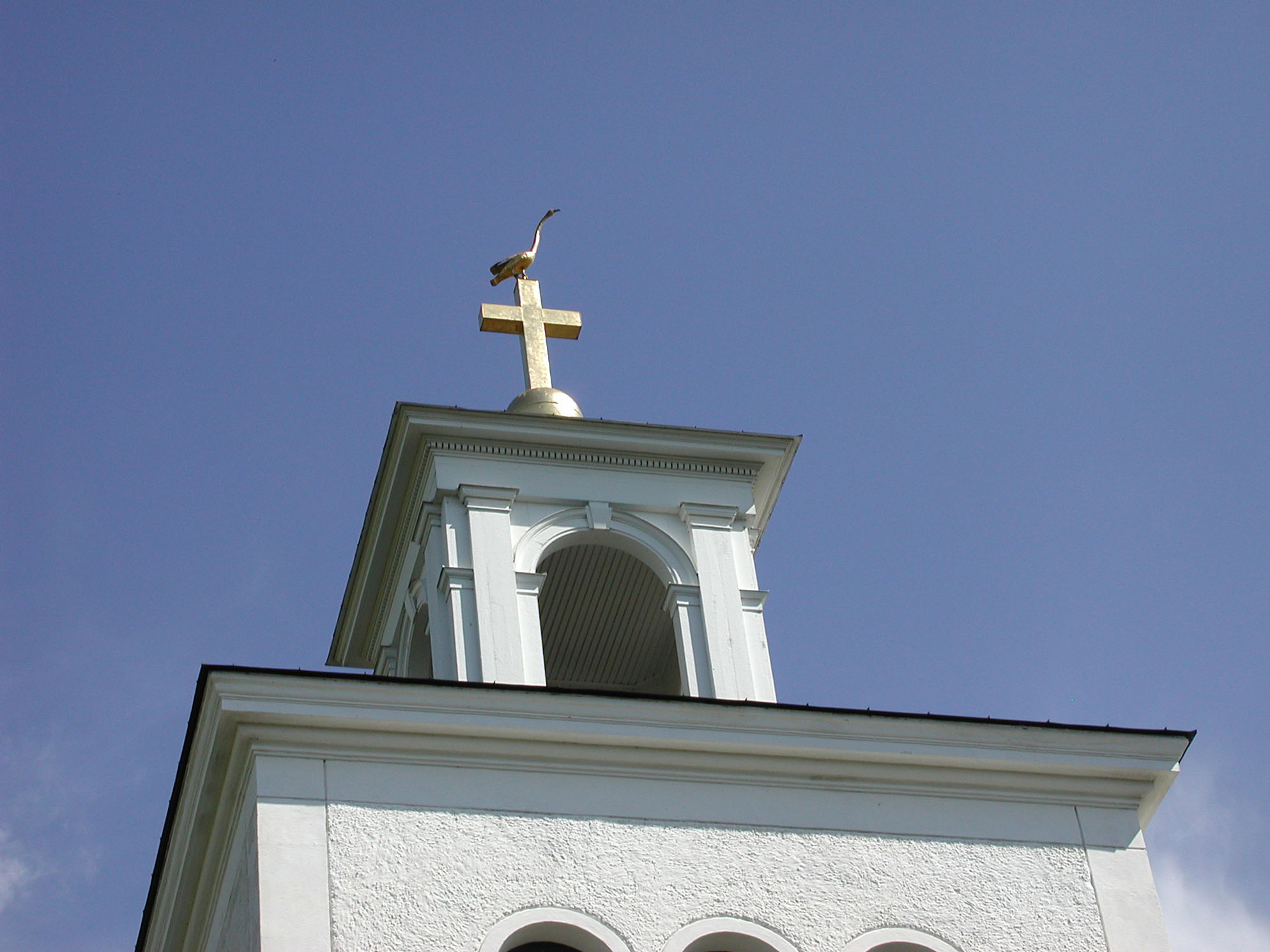
Lanterninen med kors och svan
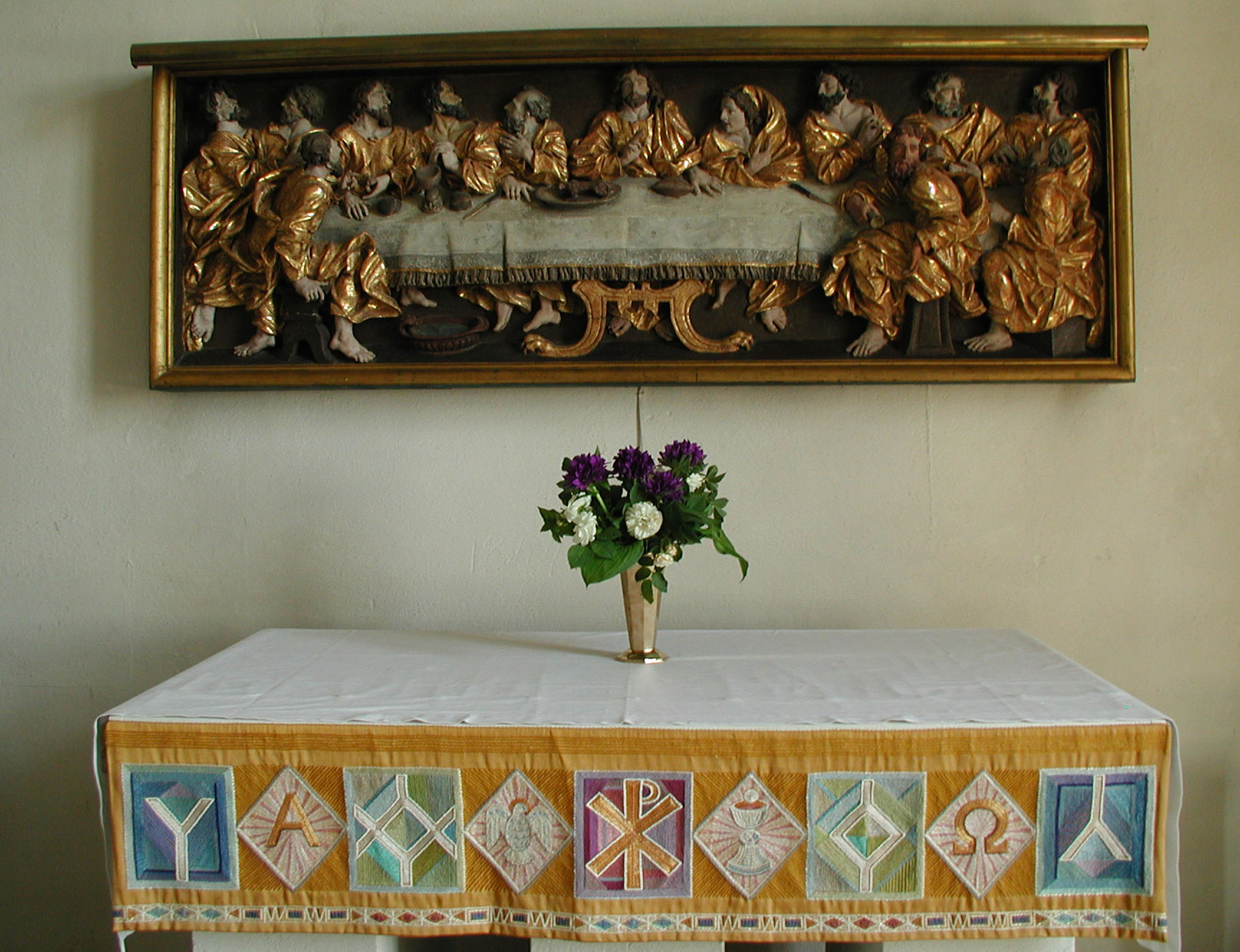
Altartavlan
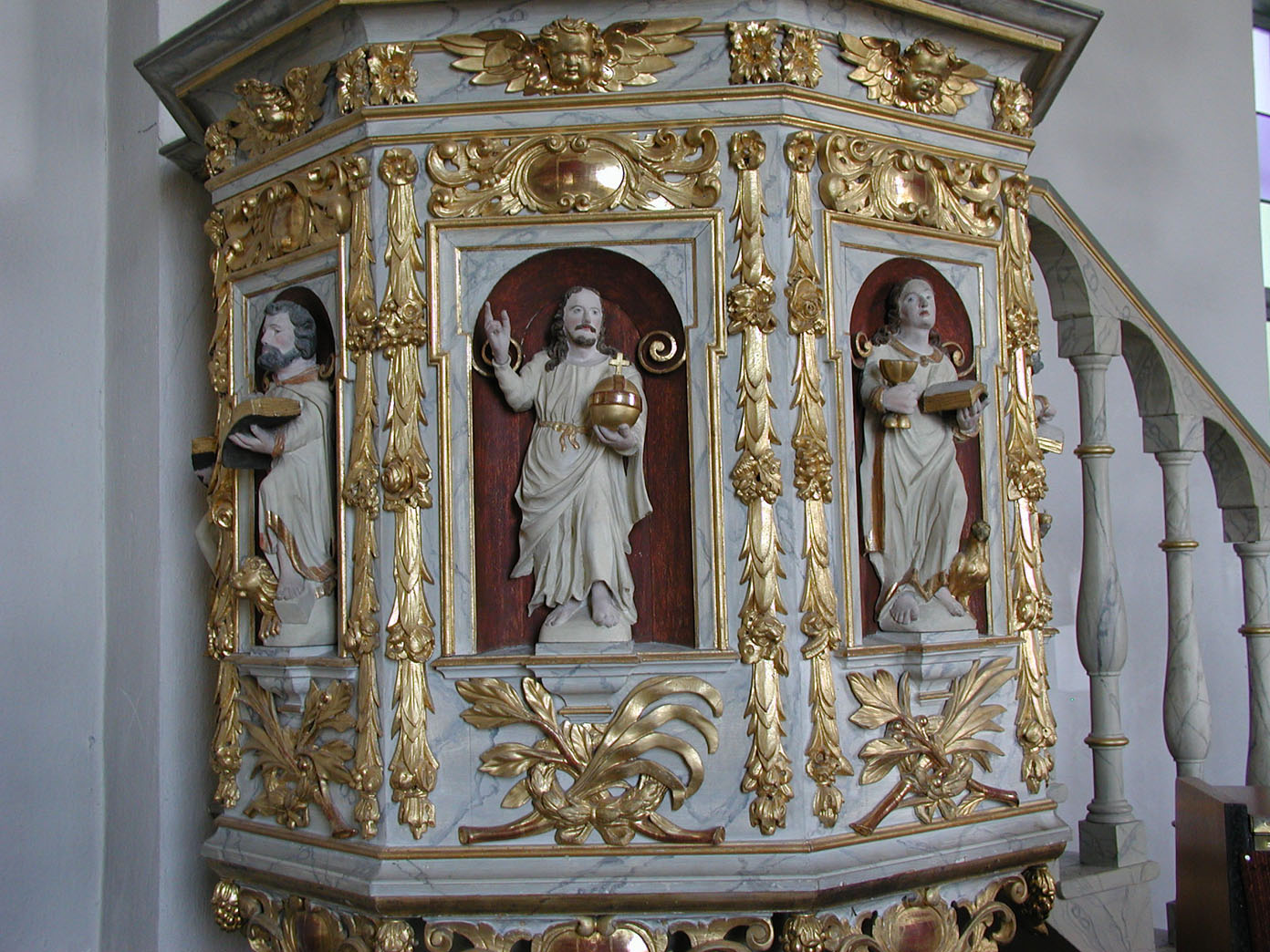
Predikstolen
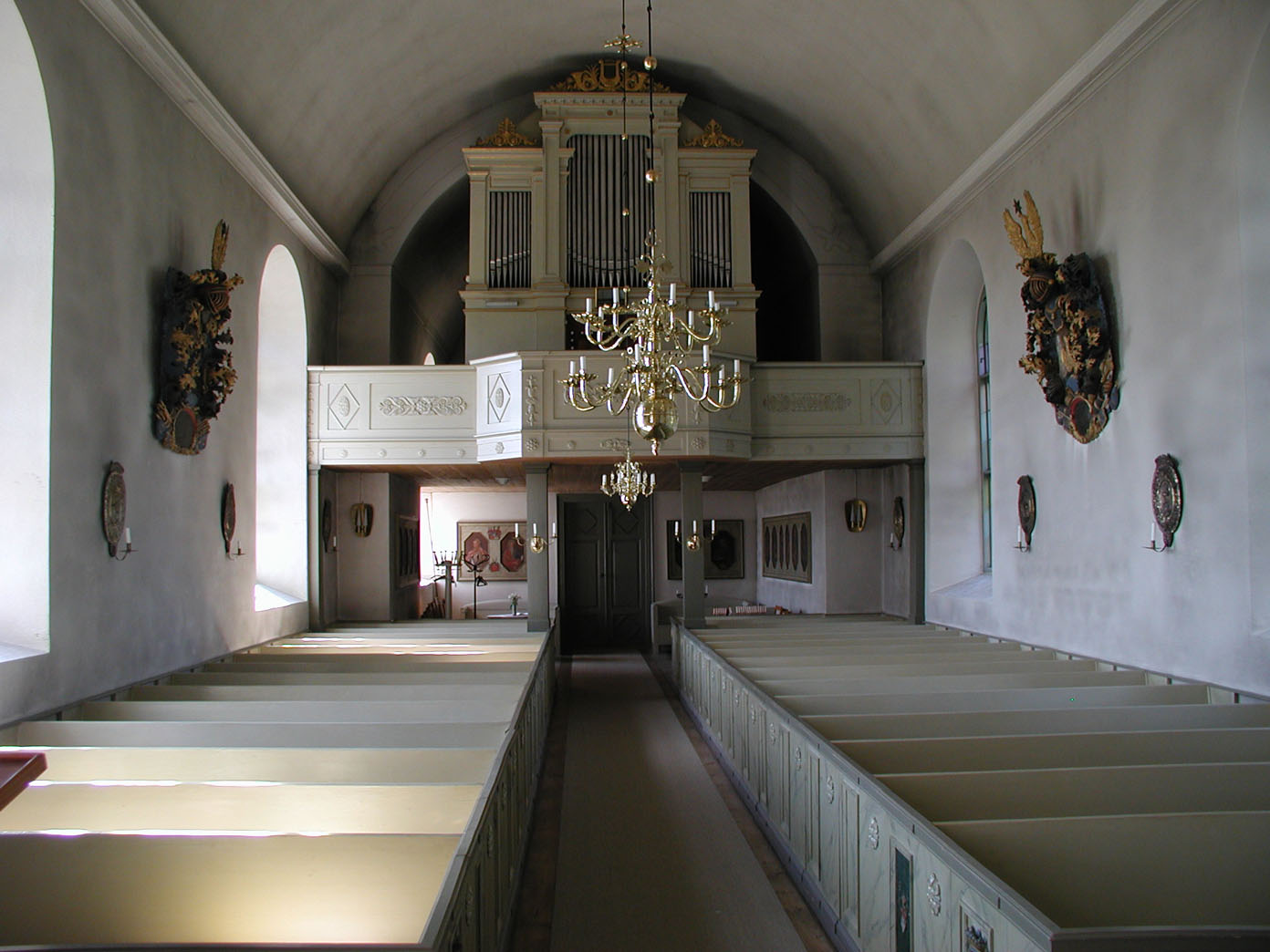
Orgeln